# Nazionale maschile di hockey su prato dell'Inghilterra
La nazionale di hockey su prato dell'Inghilterra è la squadra di hockey su prato rappresentativa dell'Inghilterra ed è posta sotto la giurisdizione dell'England Hockey.
Non partecipa alle olimpiadi né all'Hockey Champions Trophy, nelle quali partecipa la nazionale della Gran Bretagna.

## Partecipazioni

### Mondiali
- 1971 – non partecipa
- 1973 - 6º posto
- 1975 – 6º posto
- 1978 – 7º posto
- 1982 – 9º posto
- 1986 – 2º posto
- 1990 – 5º posto
- 1994 – 6º posto
- 1998 – 6º posto
- 2002 – 7º posto
- 2006 – 5º posto
- 2010 – 4º posto
- 2014 – 4º posto
- 2018 – 4º posto

### Olimpiadi
- 1908 – Campione
- 1920–2008 - non partecipa (partecipa come nazionale della Gran Bretagna)

### EuroHockey Nations Championship
- 1970 - ?
- 1974 - 4º posto
- 1978 - 3º posto
- 1983 - ?
- 1987 - ?
- 1991 - 3º posto
- 1995 - 3º posto
- 1999 - 3º posto
- 2003 - 3º posto
- 2005 - ?
- 2007 - 5º posto